# Saison 2012-2013 de la KHL
Saison précédente Saison suivante
La saison 2012-2013 est la cinquième saison de hockey sur glace de la Ligue continentale de hockey (désignée par le sigle KHL).

## Palmarès de la saison
KHL
- Coupe d'Ouverture : OHK Dinamo
- Coupe du Continent : SKA Saint-Pétersbourg
- Coupe du champion de la conférence ouest : OHK Dinamo
- Coupe du champion de la conférence est : Traktor Tcheliabinsk
- Coupe Gagarine : OHK Dinamo

VHL
- Coupe Bratine : Toros Neftekamsk

MHL
- Coupe Kharlamov : Omskie Iastreby

## KHL

### Saison régulière
Coupe d'Ouverture
La saison régulière débute le 4 septembre 2012 par le match opposant les équipes finalistes de la saison précédente, l'OHK Dinamo à l'Avangard Omsk. Le vainqueur remporte la Coupe d'Ouverture
| 4 septembre 2012 | OHK Dinamo | 3-2 (TB) (0-1, 1-0, 1-1, 0-0, 1-0) | Avangard Omsk | Megasport Arena 7 000 spectateurs |

| Feuille de match     | Feuille de match | Feuille de match    | Feuille de match                                                                 | Feuille de match |
| -------------------- | --- | ------------------- | -------------------------------------------------------------------------------- | ---------------- |
|                      | 36 min 39 s, Kokarev (Tsvetkov, Soloviov) SN 48 min 45 s, Anissine (Gorokhov, Chafigouline) SN 65 min 0 s, Tsvetkov | 0-1 1-1 2-1 2-2 3-2 | 7 min 24 s, Kourianov (Salmela, Kalinine) 53 min 36 s, Záborský (Škoula, Frolov) |                  |
| Aleksandr Ieriomenko | Gardiens | Karri Rämö          |                                                                                  |                  |
| 10 min               | Pénalités | 10 min              |                                                                                  |                  |
| 28                   | Tirs | 20                  |                                                                                  |                  |

#### Classements
La distribution des points s'effectue selon le système suivant :
- 3 points pour la victoire dans le temps réglementaire.
- 2 points pour la victoire en prolongation ou aux tirs au but.
- 1 point pour la défaite en prolongation ou aux tirs au but.
- 0 point pour la défaite dans le temps réglementaire.

##### Conférence Ouest
| Clt   | Équipe                | PJ | V  | VP | VF | D | DP | DF | BP  | BC  | Pts |
| ----- | --------------------- | -- | -- | -- | -- | - | -- | -- | --- | --- | --- |
| +001, | SKA Saint-Pétersbourg | 52 | 36 | 1  | 1  | 2 | 1  | 11 | 182 | 116 | 115 |
| +002, | Dinamo Moscou         | 52 | 27 | 3  | 6  | 1 | 1  | 14 | 150 | 115 | 101 |
| +003, | Slovan Bratislava     | 52 | 17 | 3  | 8  | 5 | 0  | 19 | 124 | 127 | 78  |
| +004, | Lev Prague            | 52 | 23 | 0  | 1  | 2 | 3  | 23 | 132 | 133 | 76  |
| +005, | Donbass Donetsk       | 52 | 17 | 2  | 5  | 6 | 1  | 21 | 134 | 142 | 72  |
| +006, | Vitiaz Tchekhov       | 52 | 11 | 1  | 6  | 6 | 2  | 26 | 119 | 151 | 55  |
| +007, | Dinamo Riga           | 52 | 13 | 2  | 2  | 2 | 2  | 31 | 109 | 151 | 51  |

| Clt   | Équipe                 | PJ | V  | VP | VF | D | DP | DF | BP  | BC  | Pts |
| ----- | ---------------------- | -- | -- | -- | -- | - | -- | -- | --- | --- | --- |
| +001, | CSKA Moscou            | 52 | 23 | 5  | 8  | 1 | 0  | 15 | 151 | 109 | 96  |
| +002, | Lokomotiv Iaroslavl    | 52 | 24 | 2  | 8  | 0 | 0  | 18 | 131 | 121 | 92  |
| +003, | Severstal Tcherepovets | 52 | 21 | 1  | 6  | 3 | 5  | 16 | 137 | 117 | 85  |
| +004, | Atlant Mytichtchi      | 52 | 19 | 1  | 3  | 4 | 4  | 21 | 137 | 141 | 73  |
| +005, | Dinamo Minsk           | 52 | 18 | 5  | 1  | 2 | 3  | 23 | 142 | 146 | 71  |
| +006, | Torpedo Nijni Novgorod | 52 | 19 | 0  | 2  | 4 | 4  | 23 | 142 | 146 | 69  |
| +007, | Spartak Moscou         | 52 | 11 | 4  | 2  | 5 | 2  | 28 | 106 | 151 | 52  |

##### Conférence Est
| Clt   | Équipe                   | PJ | V  | VP | VF | D | DP | DF | BP  | BC  | Pts |
| ----- | ------------------------ | -- | -- | -- | -- | - | -- | -- | --- | --- | --- |
| +001, | Avangard Omsk            | 52 | 26 | 6  | 3  | 4 | 2  | 11 | 149 | 121 | 102 |
| +002, | Salavat Ioulaïev Oufa    | 52 | 24 | 2  | 3  | 6 | 0  | 17 | 148 | 140 | 88  |
| +003, | Barys Astana             | 52 | 23 | 3  | 2  | 2 | 4  | 18 | 175 | 161 | 85  |
| +004, | Sibir Novossibirsk       | 52 | 21 | 1  | 6  | 4 | 3  | 17 | 124 | 119 | 84  |
| +005, | Metallourg Novokouznetsk | 52 | 15 | 3  | 1  | 3 | 2  | 28 | 132 | 177 | 58  |
| +006, | Amour Khabarovsk         | 52 | 11 | 1  | 4  | 1 | 0  | 35 | 115 | 167 | 44  |

| Clt   | Équipe                      | PJ | V  | VP | VF | D | DP | DF | BP  | BC  | Pts |
| ----- | --------------------------- | -- | -- | -- | -- | - | -- | -- | --- | --- | --- |
| +001, | Ak Bars Kazan               | 52 | 28 | 1  | 5  | 5 | 3  | 10 | 157 | 112 | 104 |
| +002, | Traktor Tcheliabinsk        | 52 | 28 | 0  | 3  | 6 | 2  | 13 | 152 | 120 | 98  |
| +003, | Metallourg Magnitogorsk     | 52 | 27 | 0  | 0  | 7 | 5  | 13 | 167 | 121 | 93  |
| +004, | Neftekhimik Nijnekamsk      | 52 | 17 | 5  | 5  | 4 | 2  | 19 | 144 | 150 | 77  |
| +005, | Iougra Khanty-Mansiïsk      | 52 | 19 | 4  | 3  | 3 | 0  | 23 | 153 | 153 | 74  |
| +006, | Avtomobilist Iekaterinbourg | 52 | 7  | 0  | 1  | 7 | 5  | 32 | 104 | 180 | 35  |

- Champion de la Koubok Kontinenta
- Champion de division
- Qualifié pour la Coupe Gagarine

#### Meilleurs pointeurs
| Joueur              | Équipe                  | PJ | B  | A  | Pts | +/- | Pun |
| ------------------- | ----------------------- | -- | -- | -- | --- | --- | --- |
| Sergueï Moziakine   | Metallourg Magnitogorsk | 48 | 35 | 41 | 76  | +21 | 6   |
| Aleksandr Radoulov  | HK CSKA Moscou          | 48 | 22 | 46 | 68  | +12 | 86  |
| Ievgueni Malkine    | Metallourg Magnitogorsk | 37 | 23 | 42 | 65  | +23 | 58  |
| Patrick Thoresen    | SKA Saint-Pétersbourg   | 52 | 21 | 30 | 51  | +17 | 49  |
| Jori Lehterä        | Sibir Novossibirsk      | 52 | 17 | 31 | 48  | +18 | 48  |
| Ievgueni Kouznetsov | Traktor Tcheliabinsk    | 51 | 19 | 25 | 44  | –1  | 42  |
| Dmitri Kagarlitski  | Donbass Donetsk         | 51 | 14 | 30 | 44  | –5  | 12  |
| Mikhaïl Varnakov    | Torpedo Nijni Novgorod  | 51 | 22 | 21 | 43  | +9  | 62  |
| Nikolaï Jerdev      | Atlant Mytichtchi       | 50 | 15 | 28 | 43  | –7  | 29  |
| Dmitri Makarov      | Torpedo Nijni Novgorod  | 52 | 13 | 30 | 43  | –2  | 14  |

#### Meilleurs gardiens de but
| Joueur               | Équipe                | PJ | Min           | V  | DF | D | BC | BL | ARR% | MOY  |
| -------------------- | --------------------- | -- | ------------- | -- | -- | - | -- | -- | ---- | ---- |
| Rastislav Staňa      | HK CSKA Moscou        | 34 | 1944 min 58 s | 18 | 6  | 2 | 57 | 4  | 93,4 | 1,76 |
| Lars Haugen          | Dinamo Minsk          | 22 | 1289 min 29 s | 13 | 7  | 1 | 39 | 2  | 93,3 | 1,81 |
| Aleksandr Ieriomenko | OHK Dinamo            | 30 | 1783 min 44 s | 17 | 7  | 6 | 55 | 5  | 93,1 | 1,85 |
| Stanislav Galimov    | Atlant Mytichtchi     | 25 | 1389 min 58 s | 14 | 6  | 3 | 45 | 4  | 94,3 | 1,94 |
| Sergueï Bobrovski    | SKA Saint-Pétersbourg | 24 | 1419 min 36 s | 18 | 3  | 2 | 46 | 4  | 93,2 | 1,94 |

#### Effectif vainqueur
| Vainqueurs de la Koubok Kontinenta SKA Saint-Pétersbourg | Gardiens de but : Ilia Iejov, Ievgueni Ivannikov, Ivan Kassoutine Défenseurs : Iouri Aleksandrov, Gueorgui Berdioukov, Kevin Dallman, Dmitri Kalinine, Andreï Pervychine, Aleksandr Ossipov, Grigori Serkine, Alekseï Semionov, Maksim Tchoudinov, Dmitri Vorobiov Attaquants : Maksim Afinoguenov, Ievgueni Artioukhine, Anton Bourdassov, Fiodor Fiodorov, Aleksandr Koutcheriavenko, Igor Makarov, Tony Mårtensson, Sergueï Monakhov, Ivan Nepriaïev, Artemi Panarine, Petr Průcha, Teemu Ramstedt, Maksim Rybine, Andreï Sigariov, Viktor Tikhonov, Patrick Thoresen, Mikhaïl Varnakov Entraîneur : Jukka Jalonen |

### Coupe Gagarine
|  | Huitièmes de finale | Huitièmes de finale    | Huitièmes de finale  |                        |                         | Quarts de finale      | Quarts de finale | Quarts de finale |  |   | Demi-finales          | Demi-finales | Demi-finales |  |   | Finale     | Finale | Finale |
|  |                     |                        |                      |                        |                         |                       |                  |                  |  |   |                       |              |              |  |   |            |        |        |
|  | 1                   | SKA Saint-Pétersbourg  | 4                    |                        |                         |                       |                  |                  |  |   |                       |              |              |  |   |            |        |        |
|  | 8                   | Atlant Mytichtchi      | 1                    |                        |                         |                       |                  |                  |  |   |                       |              |              |  |   |            |        |        |
|  | 8                   | Atlant Mytichtchi      | 1                    |                        | 1                       | SKA Saint-Pétersbourg | 4                |                  |  |   |                       |              |              |  |   |            |        |        |
|  |                     |                        |                      |                        | 1                       | SKA Saint-Pétersbourg | 4                |                  |  |   |                       |              |              |  |   |            |        |        |
|  |                     |                        | 5                    | Severstal Tcherepovets | 0                       |                       |                  |                  |  |   |                       |              |              |  |   |            |        |        |
|  | 4                   | Lokomotiv Iaroslavl    | 5                    | Severstal Tcherepovets | 0                       | 2                     |                  |                  |  |   |                       |              |              |  |   |            |        |        |
|  | 4                   | Lokomotiv Iaroslavl    |                      |                        |                         | 2                     |                  |                  |  |   |                       |              |              |  |   |            |        |        |
|  | 5                   | Severstal Tcherepovets | 4                    |                        |                         |                       |                  |                  |  |   |                       |              |              |  |   |            |        |        |
|  | 5                   | Severstal Tcherepovets | 4                    |                        |                         |                       |                  |                  |  | 1 | SKA Saint-Pétersbourg | 2            |              |  |   |            |        |        |
|  | Conférence ouest    |                        |                      |                        |                         |                       |                  |                  |  | 1 | SKA Saint-Pétersbourg | 2            |              |  |   |            |        |        |
|  |                     | 3                      | OHK Dinamo           | 4                      |                         |                       |                  |                  |  |   |                       |              |              |  |   |            |        |        |
|  | 2                   | 3                      | OHK Dinamo           | 4                      | HK CSKA Moscou          | 4                     |                  |                  |  |   |                       |              |              |  |   |            |        |        |
|  | 2                   |                        |                      |                        | HK CSKA Moscou          | 4                     |                  |                  |  |   |                       |              |              |  |   |            |        |        |
|  | 7                   | HC Lev Prague          | 0                    |                        |                         |                       |                  |                  |  |   |                       |              |              |  |   |            |        |        |
|  | 7                   | HC Lev Prague          | 0                    |                        | 2                       | HK CSKA Moscou        | 1                |                  |  |   |                       |              |              |  |   |            |        |        |
|  |                     |                        |                      |                        | 2                       | HK CSKA Moscou        | 1                |                  |  |   |                       |              |              |  |   |            |        |        |
|  |                     |                        | 3                    | OHK Dinamo             | 4                       |                       |                  |                  |  |   |                       |              |              |  |   |            |        |        |
|  | 3                   | OHK Dinamo             | 3                    | OHK Dinamo             | 4                       | 4                     |                  |                  |  |   |                       |              |              |  |   |            |        |        |
|  | 3                   | OHK Dinamo             |                      |                        |                         | 4                     |                  |                  |  |   |                       |              |              |  |   |            |        |        |
|  | 6                   | Slovan Bratislava      | 0                    |                        |                         |                       |                  |                  |  |   |                       |              |              |  |   |            |        |        |
|  | 6                   | Slovan Bratislava      | 0                    |                        |                         |                       |                  |                  |  |   |                       |              |              |  | 3 | OHK Dinamo | 4      |        |
|  |                     |                        |                      |                        |                         |                       |                  |                  |  |   |                       |              |              |  | 3 | OHK Dinamo | 4      |        |
|  |                     | 3                      | Traktor Tcheliabinsk | 2                      |                         |                       |                  |                  |  |   |                       |              |              |  |   |            |        |        |
|  | 2                   | 3                      | Traktor Tcheliabinsk | 2                      | Avangard Omsk           | 4                     |                  |                  |  |   |                       |              |              |  |   |            |        |        |
|  | 2                   |                        |                      |                        | Avangard Omsk           | 4                     |                  |                  |  |   |                       |              |              |  |   |            |        |        |
|  | 7                   | Sibir Novossibirsk     | 3                    |                        |                         |                       |                  |                  |  |   |                       |              |              |  |   |            |        |        |
|  | 7                   | Sibir Novossibirsk     | 3                    |                        | 2                       | Avangard Omsk         | 1                |                  |  |   |                       |              |              |  |   |            |        |        |
|  |                     |                        |                      |                        | 2                       | Avangard Omsk         | 1                |                  |  |   |                       |              |              |  |   |            |        |        |
|  |                     |                        | 3                    | Traktor Tcheliabinsk   | 4                       |                       |                  |                  |  |   |                       |              |              |  |   |            |        |        |
|  | 3                   | Traktor Tcheliabinsk   | 3                    | Traktor Tcheliabinsk   | 4                       | 4                     |                  |                  |  |   |                       |              |              |  |   |            |        |        |
|  | 3                   | Traktor Tcheliabinsk   |                      |                        |                         | 4                     |                  |                  |  |   |                       |              |              |  |   |            |        |        |
|  | 6                   | Barys Astana           | 3                    |                        |                         |                       |                  |                  |  |   |                       |              |              |  |   |            |        |        |
|  | 6                   | Barys Astana           | 3                    |                        |                         |                       |                  |                  |  | 3 | Traktor Tcheliabinsk  | 4            |              |  |   |            |        |        |
|  | Conférence est      |                        |                      |                        |                         |                       |                  |                  |  | 3 | Traktor Tcheliabinsk  | 4            |              |  |   |            |        |        |
|  |                     | 1                      | Ak Bars Kazan        | 3                      |                         |                       |                  |                  |  |   |                       |              |              |  |   |            |        |        |
|  | 4                   | 1                      | Ak Bars Kazan        | 3                      | Metallourg Magnitogorsk | 3                     |                  |                  |  |   |                       |              |              |  |   |            |        |        |
|  | 4                   |                        |                      |                        | Metallourg Magnitogorsk | 3                     |                  |                  |  |   |                       |              |              |  |   |            |        |        |
|  | 5                   | Salavat Ioulaïev Oufa  | 4                    |                        |                         |                       |                  |                  |  |   |                       |              |              |  |   |            |        |        |
|  | 5                   | Salavat Ioulaïev Oufa  | 4                    |                        | 5                       | Salavat Ioulaïev Oufa | 3                |                  |  |   |                       |              |              |  |   |            |        |        |
|  |                     |                        |                      |                        | 5                       | Salavat Ioulaïev Oufa | 3                |                  |  |   |                       |              |              |  |   |            |        |        |
|  |                     |                        | 1                    | Ak Bars Kazan          | 4                       |                       |                  |                  |  |   |                       |              |              |  |   |            |        |        |
|  | 8                   | Neftekhimik Nijnekamsk | 1                    | Ak Bars Kazan          | 4                       | 0                     |                  |                  |  |   |                       |              |              |  |   |            |        |        |
|  | 8                   | Neftekhimik Nijnekamsk |                      |                        |                         | 0                     |                  |                  |  |   |                       |              |              |  |   |            |        |        |
|  | 1                   | Ak Bars Kazan          | 4                    |                        |                         |                       |                  |                  |  |   |                       |              |              |  |   |            |        |        |

#### Détail des scores

##### Huitièmes de finale
| Date       | Équipe domicile       | Score    | Équipe visiteuse      | Note                                              |
| ---------- | --------------------- | -------- | --------------------- | ------------------------------------------------- |
| 20 février | SKA Saint-Pétersbourg | 1-0 a.p. | Atlant Mytichtchi     | Blanchissage d'Ilia Iejov But de Patrick Thoresen |
| 21 février | SKA Saint-Pétersbourg | 7-0      | Atlant Mytichtchi     | Blanchissage d'Ivan Kassoutine                    |
| 24 février | Atlant Mytichtchi     | 3-1      | SKA Saint-Pétersbourg |                                                   |
| 25 février | Atlant Mytichtchi     | 1-6      | SKA Saint-Pétersbourg |                                                   |
| 28 février | SKA Saint-Pétersbourg | 7-0      | Atlant Mytichtchi     | Blanchissage d'Ivan Kassoutine                    |

| Date       | Équipe domicile | Score    | Équipe visiteuse | Note                             |
| ---------- | --------------- | -------- | ---------------- | -------------------------------- |
| 20 février | HK CSKA Moscou  | 3-2 a.p. | HC Lev Prague    | But victorieux d'Iakov Rylov     |
| 21 février | HK CSKA Moscou  | 3-2 a.p. | HC Lev Prague    | But victorieux d'Igor Grigorenko |
| 24 février | HC Lev Prague   | 1-3      | HK CSKA Moscou   |                                  |
| 25 février | HC Lev Prague   | 1-2      | HK CSKA Moscou   |                                  |

| Date       | Équipe domicile   | Score    | Équipe visiteuse  | Note                                     |
| ---------- | ----------------- | -------- | ----------------- | ---------------------------------------- |
| 20 février | OHK Dinamo        | 5-1      | Slovan Bratislava | Doublé de Jakub Petružálek               |
| 21 février | OHK Dinamo        | 3-2 a.p. | Slovan Bratislava | But victorieux d'Alekseï Sopine (doublé) |
| 24 février | Slovan Bratislava | 2-4      | OHK Dinamo        |                                          |
| 25 février | Slovan Bratislava | 2-3      | OHK Dinamo        |                                          |

| Date       | Équipe domicile        | Score    | Équipe visiteuse       | Note                                            |
| ---------- | ---------------------- | -------- | ---------------------- | ----------------------------------------------- |
| 20 février | Lokomotiv Iaroslavl    | 1-2      | Severstal Tcherepovets | But victorieux de Vadim Chipatchiov             |
| 21 février | Lokomotiv Iaroslavl    | 2-1      | Severstal Tcherepovets | But victorieux de Staffan Kronwall              |
| 24 février | Severstal Tcherepovets | 3-2      | Lokomotiv Iaroslavl    |                                                 |
| 25 février | Severstal Tcherepovets | 3-2 a.p. | Lokomotiv Iaroslavl    | But victorieux de Denis Kazionov à 118 min 48 s |
| 28 février | Lokomotiv Iaroslavl    | 3-2      | Severstal Tcherepovets | But victorieux de Staffan Kronwall              |
| 2 mars     | Severstal Tcherepovets | 3-1      | Lokomotiv Iaroslavl    | Doublé d'Ievgueni Ketov                         |

| Date       | Équipe domicile        | Score    | Équipe visiteuse       | Note                                   |
| ---------- | ---------------------- | -------- | ---------------------- | -------------------------------------- |
| 21 février | Ak Bars Kazan          | 5-1      | Neftekhimik Nijnekamsk | Doublé de Lauris Dārziņš               |
| 22 février | Ak Bars Kazan          | 3-0      | Neftekhimik Nijnekamsk | Blanchissage de Konstantin Barouline   |
| 25 février | Neftekhimik Nijnekamsk | 1-2      | Ak Bars Kazan          | But victorieux d'Alekseï Terechtchenko |
| 26 février | Neftekhimik Nijnekamsk | 2-3 a.p. | Ak Bars Kazan          | But victorieux de Lauris Dārziņš       |

| Date       | Équipe domicile    | Score    | Équipe visiteuse   | Note                                             |
| ---------- | ------------------ | -------- | ------------------ | ------------------------------------------------ |
| 21 février | Avangard Omsk      | 5-0      | Sibir Novossibirsk | Blanchissage de Karri Rämö                       |
| 22 février | Avangard Omsk      | 0-1      | Sibir Novossibirsk | But de Nikita Zaïtsev Blanchissage de Jeff Glass |
| 25 février | Sibir Novossibirsk | 4-1      | Avangard Omsk      | Doublé de Kristián Kudroč                        |
| 26 février | Sibir Novossibirsk | 2-5      | Avangard Omsk      |                                                  |
| 1er mars   | Avangard Omsk      | 1-0 a.p. | Sibir Novossibirsk | But de Dmitri Siomine Blanchissage de Karri Rämö |
| 3 mars     | Sibir Novossibirsk | 3-0      | Avangard Omsk      | Blanchissage de Jeff Glass                       |
| 5 mars     | Avangard Omsk      | 2-0      | Sibir Novossibirsk | Blanchissage de Karri Rämö                       |

| Date       | Équipe domicile      | Score    | Équipe visiteuse     | Note                                                 |
| ---------- | -------------------- | -------- | -------------------- | ---------------------------------------------------- |
| 21 février | Traktor Tcheliabinsk | 3-4 a.p. | Barys Astana         | But victorieux de Roman Startchenko                  |
| 22 février | Traktor Tcheliabinsk | 3-5      | Barys Astana         | Quadruplé de Nigel Dawes                             |
| 25 février | Barys Astana         | 1-3      | Traktor Tcheliabinsk |                                                      |
| 26 février | Barys Astana         | 2-3      | Traktor Tcheliabinsk |                                                      |
| 1er mars   | Traktor Tcheliabinsk | 6-3      | Barys Astana         | Doublé de Jan Bulis                                  |
| 3 mars     | Barys Astana         | 4-2      | Traktor Tcheliabinsk | Doublé de Fiodor Polichtchouk et Nigel Dawes (Barys) |
| 5 mars     | Traktor Tcheliabinsk | 5-3      | Barys Astana         | Doublé de Petri Kontiola (Traktor)                   |

| Date       | Équipe domicile         | Score    | Équipe visiteuse        | Note                                 |
| ---------- | ----------------------- | -------- | ----------------------- | ------------------------------------ |
| 21 février | Metallourg Magnitogorsk | 3-4 a.p. | Salavat Ioulaïev Oufa   | But victorieux d'Aleksandr Svitov    |
| 22 février | Metallourg Magnitogorsk | 2-0      | Salavat Ioulaïev Oufa   | Blanchissage de Gueorgui Guelachvili |
| 25 février | Salavat Ioulaïev Oufa   | 4-1      | Metallourg Magnitogorsk |                                      |
| 26 février | Salavat Ioulaïev Oufa   | 2-3      | Metallourg Magnitogorsk | Doublé de Cal O'Reilly (Metallourg)  |
| 1er mars   | Metallourg Magnitogorsk | 2-1      | Salavat Ioulaïev Oufa   | Doublé de Milan Gulaš (Metallourg)   |
| 3 mars     | Salavat Ioulaïev Oufa   | 5-4      | Metallourg Magnitogorsk | Doublé de Milan Gulaš                |
| 5 mars     | Metallourg Magnitogorsk | 0-2      | Salavat Ioulaïev Oufa   | Blanchissage d'Iiro Tarkki           |

##### Quarts de finale
| Date    | Équipe domicile        | Score | Équipe visiteuse       | Note                            |
| ------- | ---------------------- | ----- | ---------------------- | ------------------------------- |
| 7 mars  | SKA Saint-Pétersbourg  | 7-4   | Severstal Tcherepovets | Triplé de Viktor Tikhonov (SKA) |
| 8 mars  | SKA Saint-Pétersbourg  | 4-1   | Severstal Tcherepovets | Doublé de Viktor Tikhonov       |
| 11 mars | Severstal Tcherepovets | 0-4   | SKA Saint-Pétersbourg  | Blanchissage d'Ilia Iejov       |
| 12 mars | Severstal Tcherepovets | 2-4   | SKA Saint-Pétersbourg  |                                 |

| Date    | Équipe domicile | Score    | Équipe visiteuse | Note                                   |
| ------- | --------------- | -------- | ---------------- | -------------------------------------- |
| 7 mars  | HK CSKA Moscou  | 0-3      | OHK Dinamo       | Blanchissage d'Aleksandr Ieriomenko    |
| 8 mars  | HK CSKA Moscou  | 2-1      | OHK Dinamo       |                                        |
| 11 mars | OHK Dinamo      | 3-2 a.p. | HK CSKA Moscou   | But victorieux de Konstantin Gorovikov |
| 12 mars | OHK Dinamo      | 2-1 a.p. | HK CSKA Moscou   | But victorieux de Sergueï Konkov       |
| 15 mars | HK CSKA Moscou  | 0-2      | OHK Dinamo       | Blanchissage d'Aleksandr Ieriomenko    |

| Date    | Équipe domicile      | Score | Équipe visiteuse     | Note                                                           |
| ------- | -------------------- | ----- | -------------------- | -------------------------------------------------------------- |
| 8 mars  | Avangard Omsk        | 0-5   | Traktor Tcheliabinsk | Blanchissage de Michael Garnett Doublé de Petri Kontiola       |
| 9 mars  | Avangard Omsk        | 0-3   | Traktor Tcheliabinsk | Blanchissage de Michael Garnett Doublé de Valeri Nitchouchkine |
| 12 mars | Traktor Tcheliabinsk | 3-0   | Avangard Omsk        | Blanchissage de Michael Garnett                                |
| 13 mars | Traktor Tcheliabinsk | 1-3   | Avangard Omsk        |                                                                |
| 16 mars | Avangard Omsk        | 0-4   | Traktor Tcheliabinsk | Blanchissage de Michael Garnett                                |

| Date    | Équipe domicile       | Score    | Équipe visiteuse      | Note                                   |
| ------- | --------------------- | -------- | --------------------- | -------------------------------------- |
| 8 mars  | Ak Bars Kazan         | 2-3      | Salavat Ioulaïev Oufa | Doublé d'Antti Pihlström (Salavat)     |
| 9 mars  | Ak Bars Kazan         | 0-2      | Salavat Ioulaïev Oufa | Blanchissage d'Iiro Tarkki             |
| 12 mars | Salavat Ioulaïev Oufa | 0-3      | Ak Bars Kazan         | Blanchissage de Konstantin Barouline   |
| 13 mars | Salavat Ioulaïev Oufa | 3-5      | Ak Bars Kazan         | Triplé de Niko Kapanen (Ak Bars)       |
| 16 mars | Ak Bars Kazan         | 4-3 a.p. | Salavat Ioulaïev Oufa | But victorieux d'Alekseï Morozov       |
| 18 mars | Salavat Ioulaïev Oufa | 4-3 a.p. | Ak Bars Kazan         | But victorieux de Brent Sopel          |
| 20 mars | Ak Bars Kazan         | 4-3      | Salavat Ioulaïev Oufa | But victorieux d'Alekseï Terechtchenko |

##### Demi-finales
| Date      | Équipe domicile       | Score    | Équipe visiteuse      | Note                             |
| --------- | --------------------- | -------- | --------------------- | -------------------------------- |
| 22 mars   | SKA Saint-Pétersbourg | 2-3      | OHK Dinamo            |                                  |
| 23 mars   | SKA Saint-Pétersbourg | 2-4      | OHK Dinamo            |                                  |
| 26 mars   | OHK Dinamo            | 4-2      | SKA Saint-Pétersbourg |                                  |
| 27 mars   | OHK Dinamo            | 2-6      | SKA Saint-Pétersbourg |                                  |
| 30 mars   | SKA Saint-Pétersbourg | 2-1 a.p. | OHK Dinamo            | But vainqueur de Tony Mårtensson |
| 1er avril | OHK Dinamo            | 5-1      | SKA Saint-Pétersbourg | Triplé de Marek Kvapil           |

| Date    | Équipe domicile      | Score    | Équipe visiteuse     | Note                                                 |
| ------- | -------------------- | -------- | -------------------- | ---------------------------------------------------- |
| 23 mars | Ak Bars Kazan        | 2-1 a.p. | Traktor Tcheliabinsk | But victorieux de Konstantin Korneïev                |
| 24 mars | Ak Bars Kazan        | 3-1      | Traktor Tcheliabinsk |                                                      |
| 27 mars | Traktor Tcheliabinsk | 1-0 a.p. | Ak Bars Kazan        | But d'Anton Glinkine Blanchissage de Michael Garnett |
| 28 mars | Traktor Tcheliabinsk | 5-6 a.p. | Ak Bars Kazan        | But victorieux de Danis Zaripov                      |
| 31 mars | Ak Bars Kazan        | 1-2 a.p. | Traktor Tcheliabinsk | But vainqueur de Petri Kontiola                      |
| 2 avril | Traktor Tcheliabinsk | 3-2      | Ak Bars Kazan        |                                                      |
| 4 avril | Ak Bars Kazan        | 1-2      | Traktor Tcheliabinsk | But victorieux d'Andreï Kostitsyne à 59 min 31 s     |

##### Finale
| 7 avril 2013 | OHK Dinamo | 2-1 (1-0, 1-0, 0-1) | Traktor Tcheliabinsk | Loujniki Arena 8 098 spectateurs |

| Feuille de match     | Feuille de match                                                      | Feuille de match | Feuille de match                                 | Feuille de match |
| -------------------- | --------------------------------------------------------------------- | ---------------- | ------------------------------------------------ | ---------------- |
|                      | 5 min 6 s, Tsvetkov (Kokarev) IN 29 min 11 s, Soïne (Babenko, Konkov) | 1-0 2-0 2-1      | 40 min 30 s, Kouznetsov (Tchistov, Riabykine) SN |                  |
| Aleksandr Ieriomenko | Gardiens                                                              | Michael Garnett  |                                                  |                  |
| 6 min                | Pénalités                                                             | 2 min            |                                                  |                  |
| 26                   | Tirs                                                                  | 18               |                                                  |                  |

| 8 avril 2013 | OHK Dinamo | 3-2 (1-1, 0-1, 2-0) | Traktor Tcheliabinsk | Loujniki Arena 8 341 spectateurs |

| Feuille de match     | Feuille de match | Feuille de match    | Feuille de match                                                                         | Feuille de match |
| -------------------- | --- | ------------------- | ---------------------------------------------------------------------------------------- | ---------------- |
|                      | 10 min 28 s, Petružálek (Tsvetkov, Kokarev) 43 min 34 s, Kvapil (Ieriomenko, Gorokhov) 57 min 18 s, Jalasvaara (Kokarev, Mossaliov) | 1-0 1-1 1-2 2-2 3-2 | 17 min 8 s, Bulis (Kouznetsov, Riabykine) 31 min 53 s, Kastsitsyne (Riabykine, Quint) SN |                  |
| Aleksandr Ieriomenko | Gardiens | Michael Garnett     |                                                                                          |                  |
| 6 min                | Pénalités | 6 min               |                                                                                          |                  |
| 25                   | Tirs | 27                  |                                                                                          |                  |

| 11 avril 2013 | Traktor Tcheliabinsk | 3-1 (0-0, 2-0, 1-1) | OHK Dinamo | Traktor Arena 7 500 spectateurs |

| Feuille de match | Feuille de match                                                                                                  | Feuille de match     | Feuille de match               | Feuille de match |
| ---------------- | --- | -------------------- | ------------------------------ | ---------------- |
|                  | 23 min 13 s, Karpov (Quint, Glinkine) 34 min 31 s, Quint (Dougine) 43 min 43 s, Douguine (Nitchouchkine, Antipov) | 1-0 2-0 3-0 3-1      | 45 min 1 s, Kokarev (Tsvetkov) |                  |
| Michael Garnett  | Gardiens | Aleksandr Ieriomenko |                                |                  |
| 4 min            | Pénalités | 4 min                |                                |                  |
| 18               | Tirs | 31                   |                                |                  |

| 12 avril 2013 | Traktor Tcheliabinsk | 0-1 (0-0, 0-1, 0-0) | OHK Dinamo | Traktor Arena 7 500 spectateurs |

| Feuille de match | Feuille de match | Feuille de match     | Feuille de match                         | Feuille de match |
| ---------------- | ---------------- | -------------------- | ---------------------------------------- | ---------------- |
|                  |                  | 0-1                  | 38 min 30 s, Petružálek (Graňák, Kvapil) |                  |
| Michael Garnett  | Gardiens         | Aleksandr Ieriomenko |                                          |                  |
| 16 min           | Pénalités        | 6 min                |                                          |                  |
| 25               | Tirs             | 18                   |                                          |                  |

| 15 avril 2013 | OHK Dinamo | 3-4 (0-3, 3-0, 0-1) | Traktor Tcheliabinsk | Loujniki Arena 8 413 spectateurs |

| Feuille de match     | Feuille de match | Feuille de match            | Feuille de match | Feuille de match |
| -------------------- | --- | --------------------------- | --- | ---------------- |
|                      | 27 min 36 s, Kvapil (Gorovikov, Graňák) SN 28 min 27 s, Petružálek (Gorokhov, Kvapil) 34 min 51 s, Soïne (Kokarev, Graňák) | 0-1 0-2 0-3 1-3 2-3 3-3 3-4 | 3 min 37 s, Tchistov (Bulis) 6 min 44 s, Glinkine (Nesterov) 8 min 49 s, Antipov (Douguine) 55 min 2 s, Kastsitsyne (Iakoutsenia, Quint) |                  |
| Aleksandr Ieriomenko | Gardiens | Michael Garnett             | |                  |
| 6 min                | Pénalités | 4 min                       | |                  |
| 25                   | Tirs | 20                          | |                  |

| 17 avril 2013 | Traktor Tcheliabinsk | 2-3 (pr) (1-0, 0-2, 1-0, 0-1) | OHK Dinamo | Traktor Arena 7 500 spectateurs |

| Feuille de match | Feuille de match                                                                | Feuille de match     | Feuille de match | Feuille de match |
| ---------------- | ------------------------------------------------------------------------------- | -------------------- | --- | ---------------- |
|                  | 14 min 26 s, Iakoutsenia (Quint) SN 49 min 58 s, Kontiola (Kastsitsyne, Razine) | 1-0 1-1 1-2 2-2 2-3  | 31 min 36 s, Soïne (Gorokhov, Kvapil) 34 min 8 s, Pestounov (Graňák, Gorokhov) 65 min 57 s, Tsvetkov (Kokarev, Mossaliov) |                  |
| Michael Garnett  | Gardiens                                                                        | Aleksandr Ieriomenko | |                  |
| 2 min            | Pénalités                                                                       | 6 min                | |                  |
| 32               | Tirs                                                                            | 26                   | |                  |

#### Meilleurs pointeurs
| Joueur           | Équipe                | PJ | B  | A  | Pts | +/- | Pun |
| ---------------- | --------------------- | -- | -- | -- | --- | --- | --- |
| Viktor Tikhonov  | SKA Saint-Pétersbourg | 15 | 10 | 9  | 19  | +11 | 20  |
| Petri Kontiola   | Traktor Tcheliabinsk  | 25 | 10 | 9  | 19  | +10 | 12  |
| Jakub Petružálek | OHK Dinamo            | 19 | 9  | 7  | 16  | +4  | 4   |
| Tony Mårtensson  | SKA Saint-Pétersbourg | 15 | 6  | 10 | 16  | +8  | 8   |
| Alekseï Morozov  | Ak Bars Kazan         | 18 | 6  | 9  | 15  | +2  | 4   |

#### Meilleurs gardiens de but
| Joueur               | Équipe                | PJ | Min           | V  | DF | D  | BL | ARR% | MOY  |
| -------------------- | --------------------- | -- | ------------- | -- | -- | -- | -- | ---- | ---- |
| Aleksandr Ieriomenko | OHK Dinamo            | 21 | 1309 min 24 s | 16 | 5  | 38 | 3  | 93.4 | 1.74 |
| Rastislav Staňa      | HK CSKA Moscou        | 9  | 551 min 12 s  | 5  | 4  | 16 | 0  | 93.9 | 1.74 |
| Konstantin Barouline | Ak Bars Kazan         | 18 | 1233 min 41 s | 11 | 7  | 36 | 2  | 94.1 | 1.75 |
| Ilia Iejov           | SKA Saint-Pétersbourg | 11 | 645 min 27 s  | 6  | 4  | 19 | 2  | 93.3 | 1.77 |
| Jeff Glass           | Sibir Novossibirsk    | 7  | 406 min 47 s  | 3  | 4  | 12 | 2  | 94.1 | 1.77 |

### Vainqueurs de la Coupe Gagarine
| Vainqueurs de la Coupe Gagarine OHK Dinamo | Gardiens : Aleksandr Ieriomenko, Aleksandre Lazouchine, Aleksandr Charytchenkov Défenseurs : Denis Barantsev, Aleksandr Boïkov, Igor Chtchadilov, Roman Derliouk, Ilia Gorokhov, Dominik Graňák, Janne Jalasvaara, Andreï Mironov, Filip Novák, Maksim Soloviov, Maksim Velikov, Dmitri Vichnevski Attaquants : Iouri Babenko, Grigori Chafigouline, Aleksandr Chibaïev, Konstantin Gorovikov, Kostiantin Kassiantchouk, Denis Kokarev, Sergueï Konkov, Kirill Kniazev, Marek Kvapil, Nikita Loukine, Denis Mossaliov, Dmitri Pestounov, Jakub Petružálek, Sergueï Soïne, Alekseï Stopine, Denis Tolpeko, Alekseï Tsvetkov, Konstantin Volkov Entraîneurs : Oļegs Znaroks assisté d'Harijs Vītoliņš |

### Classement final
| Place | Équipe                      |
| ----- | --------------------------- |
| 1     | OHK Dinamo                  |
| 2     | Traktor Tcheliabinsk        |
| 3     | SKA Saint-Pétersbourg       |
| 4     | Ak Bars Kazan               |
| 5     | Avangard Omsk               |
| 6     | HK CSKA Moscou              |
| 7     | Salavat Ioulaïev Oufa       |
| 8     | Severstal Tcherepovets      |
| 9     | Metallourg Magnitogorsk     |
| 10    | Lokomotiv Iaroslavl         |
| 11    | Barys Astana                |
| 12    | Sibir Novossibirsk          |
| 13    | HC Slovan Bratislava        |
| 14    | Neftekhimik Nijnekamsk      |
| 15    | HC Lev Prague               |
| 16    | Atlant Mytichtchi           |
| 17    | Iougra Khanty-Mansiïsk      |
| 18    | Donbass Donetsk             |
| 19    | Dinamo Minsk                |
| 20    | Torpedo Nijni Novgorod      |
| 21    | Metallourg Novokouznetsk    |
| 22    | Vitiaz Tchekhov             |
| 23    | HK Spartak Moscou           |
| 24    | Dinamo Riga                 |
| 25    | Amour Khabarovsk            |
| 26    | Avtomobilist Iekaterinbourg |

### Trophées
| Trophée                                                                           | Récipiendaire |
| --------------------------------------------------------------------------------- | --- |
| Trophée Vsevolod Bobrov de l'équipe ayant marqué le plus de buts                  | SKA Saint-Pétersbourg, 238 buts |
| Meilleur pointeur                                                                 | Sergueï Moziakine (Metallourg Magnitogorsk), 70 points |
| Meilleur pointeur chez les défenseurs                                             | Renat Mamachev (Neftekhimik Nijnekamsk), 42 points |
| Meilleur buteur                                                                   | Sergueï Moziakine (Metallourg Magnitogorsk), 35 buts |
| Meilleur différentiel plus-moins                                                  | Jonas Enlund (Sibir Novossibirsk), +21 |
| Meilleur entraîneur                                                               | Oleg Znarok (OHK Dinamo) |
| Trophée Valentin Sytch du meilleur dirigeant                                      | Arkadi Rotenberg (OHK Dinamo) |
| Joueur avec le meilleur esprit sportif                                            | Kevin Dallman (SKA Saint-Pétersbourg) Sergueï Moziakine (Metallourg Magnitogorsk) |
| Trophée Seconde du buteur le plus rapide Trophée Seconde du buteur le plus tardif | Miks Indrašis (OHK Dinamo), 8 secondes Denis Kazionov (Severstal Tcherepovets), 118 minutes, 48 secondes |
| Trophée Ironman (plus de matchs en trois ans)                                     | Stanislav Tchistov (Traktor Tcheliabinsk) |
| Meilleur gardien (sur vote des entraîneurs)                                       | Aleksandr Ieriomenko (OHK Dinamo) |
| Meilleur joueur des séries éliminatoires                                          | Aleksandr Ieriomenko (OHK Dinamo) |
| Meilleur joueur (crosse d'or)                                                     | Sergueï Moziakine (Metallourg Magnitogorsk) |
| Trophée du meilleur trio (ligne la plus prolifique en buts)                       | Nikolaï Kouliomine - Ievgueni Malkine - Sergueï Moziakine (Metallourg Magnitogorsk) |
| Équipe type (casque d'or)                                                         | Aleksandr Ieriomenko (OHK Dinamo); Ilia Nikouline (Ak Bars Kazan) - Ilia Gorokhov (OHK Dinamo) ; Sergueï Moziakine (Metallourg Magnitogorsk) - Viktor Tikhonov (SKA Saint-Pétersbourg) - Aleksandr Radoulov (HK CSKA Moscou) |
| Trophée Tcherepanov (de la meilleure recrue)                                      | Valeri Nitchouchkine (Traktor Tchelibabinsk) |
| Meilleur vétéran                                                                  | Maksim Sokolov (Neftekhimik Nijnekamsk) |
| Trophée Andreï Staravoïtov du meilleur arbitre                                    | Eduard Odins |
| Trophée Andreï Zimine du meilleur médecin                                         | Valeri Konov (OHK Dinamo) |
| Trophée Dmitri Ryjkov du meilleur journaliste                                     | Aleksandr Lioutikov Alekseï Chevtchenko |
| Meilleur commentateur & analyste                                                  | Sergueï Fedotov (télévision KHL) |
| Meilleure chaine de TV                                                            | Chello Central Europe zrt |

### Match des étoiles
Le cinquième Match des étoiles de la KHL oppose la Conférence Est à la Conférence Ouest à la Traktor Arena de Tcheliabinsk le 13 janvier 2013. L'Est l'emporte 18-11.

### Meilleurs joueurs
Chaque mois ou lors de chaque phase importante, les analystes de la KHL élisent les joueurs les plus méritants.
Un joueur est considéré débutant s'il est né après le 1er janvier 1990 et s'il a disputé moins de vingt matchs au plus haut niveau russe avant cette saison.
| Période             | Gardien                                       | Défenseur                                  | Attaquant                                  | Débutant                                    |
| ------------------- | --------------------------------------------- | ------------------------------------------ | ------------------------------------------ | ------------------------------------------- |
| Septembre           | Konstantin Barouline (Ak Bars Kazan)          | Ievgueni Medvedev (Ak Bars Kazan)          | Jori Lehterä (Sibir Novossibirsk)          | Daniil Apalkov (Lokomotiv Iaroslavl)        |
| Octobre             | Aleksandr Ieriomenko (OHK Dinamo)             | Anton Belov (Avangard Omsk)                | Ilia Kovaltchouk (SKA Saint-Pétersbourg)   | Naïl Iakoupov (Neftekhimik Nijnekamsk)      |
| Novembre            | Rastislav Staňa (CSKA Moscou)                 | Victor Hedman (Barys Astana)               | Artiom Anissimov (Lokomotiv Iaroslavl)     | Viktor Antipine (Metallourg Magnitogorsk)   |
| Décembre            | Karri Rämö (Avangard Omsk)                    | Sergueï Gontchar (Metallourg Magnitogorsk) | Ievgueni Malkine (Metallourg Magnitogorsk) | Aleksandr Charytchenkov (OHK Dinamo)        |
| Janvier             | Vassili Kochetchkine (Severstal Tcherepovets) | Dmitri Kalinine (SKA Saint-Pétersbourg)    | Igor Skorokhodov (Iougra Khanty-Mansiïsk)  | Valeri Nitchouchkine (Traktor Tcheliabinsk) |
| Février             | Vassili Kochetchkine (Severstal Tcherepovets) | Iakov Rylov (CSKA Moscou)                  | Mikhaïl Varnakov (SKA Saint-Pétersbourg)   | Valeri Nitchouchkine (Traktor Tcheliabinsk) |
| Huitièmes de finale | Karri Rämö (Avangard Omsk)                    | Kristián Kudroč (Sibir Novossibirsk)       | Nigel Dawes (Barys Astana)                 | Maksim Karpov (Traktor Tcheliabinsk)        |
| Quarts de finale    | Michael Garnett (Traktor Tcheliabinsk)        | Brent Sopel (Salavat Ioulaïev Oufa)        | Viktor Tikhonov (SKA Saint-Pétersbourg)    | Valeri Nitchouchkine (Traktor Tcheliabinsk) |
| Mars                | Michael Garnett (Traktor Tcheliabinsk)        | Dominik Graňák (OHK Dinamo)                | Viktor Tikhonov (SKA Saint-Pétersbourg)    | Valeri Nitchouchkine (Traktor Tcheliabinsk) |
| Demi-finales        | Michael Garnett (Traktor Tcheliabinsk)        | Deron Quint (Traktor Tcheliabinsk)         | Viktor Tikhonov (SKA Saint-Pétersbourg)    | Valeri Nitchouchkine (Traktor Tcheliabinsk) |
| Finale              | Aleksandr Ieriomenko (OHK Dinamo)             | Dominik Graňák (OHK Dinamo)                | Alekseï Tsvetkov (OHK Dinamo)              | Maksim Karpov (Traktor Tcheliabinsk)        |

## VHL
La Ligue majeure de hockey (VHL) est le deuxième niveau du championnat de Russie. Elle est organisée par la KHL. La plupart de ces équipes sont affiliées à un club de KHL.

## MHL
La Molodiojnaïa Hokkeïnaïa Liga (désignée par le sigle MHL) est le championnat des équipes juniors de la KHL.